# 昭和の日

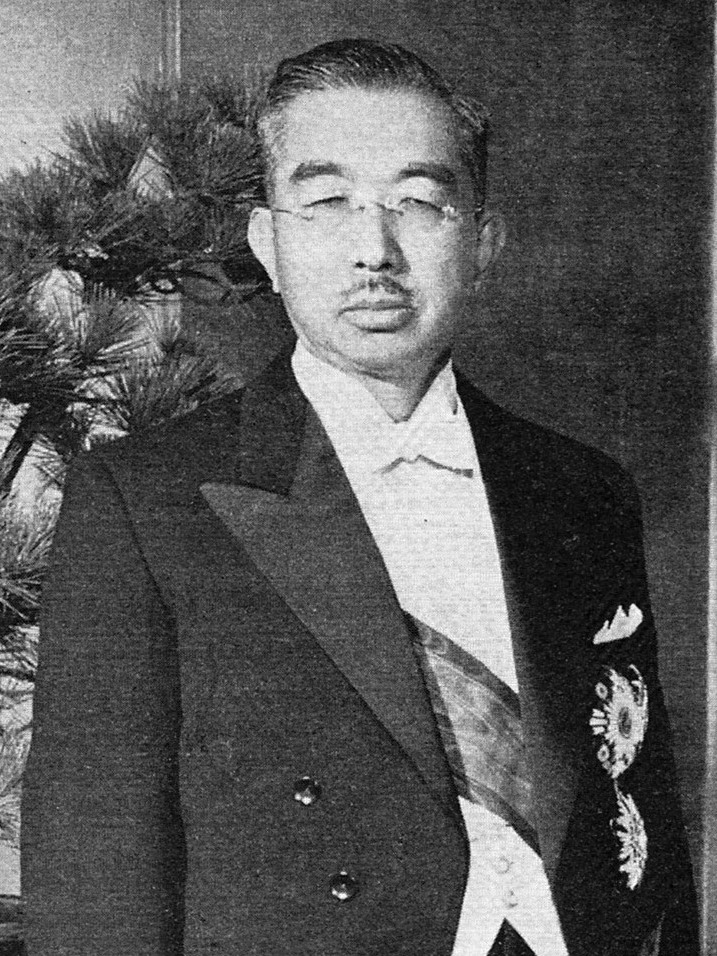
昭和天皇

昭和の日（しょうわのひ）は、日本の国民の祝日の一つで、毎年4月29日。2007年1月1日施行の改正祝日法で新設された。4月29日は2006年（平成18年）までみどりの日だった。

## 概要
国民の祝日に関する法律（祝日法、昭和23年7月20日法律第178号）の一部改正によって、2007年（平成19年）に制定された。同法ではその趣旨を、「激動の日々を経て、復興を遂げた昭和の時代を顧（かえり）み、国の将来に思いをいたす」としている。
4月29日は昭和天皇の誕生日である。ゴールデンウィークを構成する祝日のひとつである。
同様に歴代天皇の誕生日にあたる休日としては、1927年（昭和2年）から1947年（昭和22年）まで制定されていた11月3日の明治節（明治天皇の誕生日）がある。11月3日は現在は文化の日である。

## 制定
1948年（昭和23年）の祝日法施行以来、昭和天皇の誕生日である4月29日は国民の祝日である天皇誕生日であった。
1989年（昭和64年）1月7日に明仁が即位し、天皇誕生日は明仁の誕生日である12月23日となったが、ゴールデンウィークの一角を構成する祝日を廃止すると国民の生活へ影響が懸念されるため、4月29日は「みどりの日」として改めて祝日とされた。一方、戦前においては先代天皇の崩御日は休日（先帝祭）であり、一部の政治家からは昭和天皇の誕生日を祝日とする案が出ていた。
2000年（平成12年）3月、自由民主党・自由党・公明党の連立与党が改正法案を参議院に提出した。参議院は通過したものの、同年5月に内閣総理大臣森喜朗の「神の国発言」の影響で衆議院での採決が見送られた後、衆議院解散により廃案となった。
2002年（平成14年）に自由民主党と保守新党が再提出した。公明党・自由党が賛成、2000年の法案に反対していた民主党も賛成に転じ、2003年（平成15年）7月に衆議院を通過した。参議院で継続審議に入ったが、衆議院の解散により審議未了のまま廃案となった。
2004年（平成16年）、自由民主党・公明党が3度目となる改正法案を提出、翌2005年（平成17年）4月の衆議院内閣委員会で自由民主党・公明党・民主党の賛成多数により可決。参議院での継続審議を経て、5月13日の参議院本会議で成立した。同改正法は2007年（平成19年）から施行された。これにより、同年以降の4月29日は昭和の日となった。また、みどりの日は、前年までそれまで国民の休日であった5月4日に上書き的に変更された。